# Domingos de Sousa Coutinho Menezes Duarte
Domingos de Sousa Coutinho Meneses Duarte (nascut el 10 de març de 1995) conegut més simplement com a Domingos Duarte és un futbolista professional portuguès que juga com a central al Getafe de la Lliga.
Format al filial de l'Sporting CP, va jugar a la Primeira Liga cedit al Belenenses i al GD Chaves. Ha jugat més de 100 partits a la Lliga amb el Granada i el Getafe CF.
Duarte va fer el seu debut amb la selecció absoluta de Portugal el 2020.

## Carrera de club

### CP Deportivo
Nascut a Cascais, districte de Lisboa, Duarte es va incorporar a l'acadèmia juvenil de l'Sporting CP als 16 anys. Va passar dues temporades completes amb les seves reserves a Segona Lliga per iniciar la seva carrera sènior, el seu primer partit a la competició va tenir lloc el 5 d'octubre de 2014 quan va jugar 90 minuts en una victòria a casa per 2-1 contra el CD Trofense.
Duarte va complir períodes de cessió del 2016 al 2018, respectivament al CF Os Belenenses i al GD Chaves i amb els dos clubs competint a la Primeira Liga. Va debutar a la Lliga el 14 d'agost de 2016 mentre estava al servei del primer en una derrota a domicili per 2-0 davant el Vitória de Setúbal, i va marcar el seu primer gol l'1 d'octubre del mateix any en una derrota per 3-1 precisament contra el Chaves.
El 3 d'agost de 2018, encara propietat de l'Sporting, Duarte va signar amb el Deportivo de La Corunya amb opció de compra. Va marcar en la seva primera aparició a la Segona Divisió espanyola, ajudant als visitants a guanyar un punt a l'Albacete Balompié després de l'empat 1-1.

### Granada
El 14 de juliol de 2019, Duarte es va unir al recentment promocionat Granada CF amb un contracte de quatre anys per una quota de 3 milions d'euros, amb l'Sporting conservant el 25% dels futurs drets de venda. Va debutar a la Lliga el 17 d'agost, jugant tot l'empat 4–4 fora de casa contra el Vila-real CF, i va marcar el seu primer gol el 5 d'octubre en una derrota per 4–2 contra el Reial Madrid.
Duarte va ser titular en deu de les seves 11 aparicions a la UEFA Europa League 2020-21, quan el seu equip va arribar als quarts de final. El 20 de setembre de 2021, es va dirigir cap a casa a la primera meitat d'un eventual empat 1-1 fora de casa amb el FC Barcelona.

### Getafe
L'11 de juliol de 2022, després del descens del Granada, Duarte es va mantenir a la màxima divisió espanyola després de signar un contracte de quatre anys amb el Getafe CF. Va debutar el 15 d'agost en una derrota a casa per 3-0 davant l'Atlètic de Madrid en el primer partit de la temporada.

## Carrera internacional
Duarte va guanyar el seu únic partit amb la selecció portuguesa sub-21 el 24 de març de 2017, quan va jugar 11 minuts en una victòria amistós per 3-1 contra Noruega a Estoril. El novembre de 2019, l'entrenador Fernando Santos el va convocar per primera vegada a l'equip sènior abans de les eliminatòries de la UEFA Euro 2020 contra Luxemburg i Lituània.
L'11 de novembre de 2020, Duarte va fer el seu debut complet, en una derrota per 7-0 d'Andorra en una altra exhibició a l'Estádio da Luz. L'octubre de 2022, va ser inclòs en una plantilla preliminar de 55 homes per a la Copa del Món de la FIFA 2022 a Qatar.

## Palmarès
Individual
- Equip del Torneig del Campionat d'Europa sub-19 de la UEFA: 2014[21]